# Topoljane
Topoljane (bulgariska: Тополяне) är ett distrikt i Bulgarien.   Det ligger i kommunen Obsjtina Radnevo och regionen Stara Zagora, i den centrala delen av landet, 210 km öster om huvudstaden Sofia.
Trakten runt Topoljane består till största delen av jordbruksmark. Runt Topoljane är det ganska glesbefolkat, med 43 invånare per kvadratkilometer.